# Jianjiapo (sockenhuvudort i Kina, Hunan Sheng, lat 29,55, long 109,96)
Jianjiapo (kinesiska: 蹇家坡, 蹇家坡乡) är en sockenhuvudort i Kina. Den ligger i provinsen Hunan, i den södra delen av landet, omkring 330 kilometer nordväst om provinshuvudstaden Changsha. Antalet invånare är 4 831. Befolkningen består av 2 342 kvinnor och 2 489 män. Barn under 15 år utgör 18,0 %, vuxna 15-64 år 66 %, och äldre över 65 år 14,0 %.
Runt Jianjiapo är det ganska tätbefolkat, med 111 invånare per kvadratkilometer. Närmaste större samhälle är Chenjiahe, 7,7 km söder om Jianjiapo. I omgivningarna runt Jianjiapo växer i huvudsak blandskog.
Genomsnittlig årsnederbörd är 1 679 millimeter. Den regnigaste månaden är september, med i genomsnitt 288 mm nederbörd, och den torraste är december, med 16 mm nederbörd.